# Total Recall - Atto di forza
Total Recall - Atto di forza (Total Recall) è un film del 2012 diretto da Len Wiseman, remake del film del 1990 Atto di forza, a sua volta liberamente ispirato a un racconto fantascientifico di Philip K. Dick dal titolo Ricordiamo per voi (We Can Remember It For You Wholesale).
È un thriller d'azione incentrato sui temi della realtà e della memoria, ambientato in un futuro distopico. La più evidente differenza con il primo film (e con il racconto originale) è che le vicende si svolgono interamente sulla Terra e non in una colonia su Marte.

## Trama
(Motto della Recall)
È la fine del XXI secolo e, dopo una cruenta guerra chimica che ha reso inabitabile la maggior parte della Terra, solo due zone del mondo sono rimaste vivibili: l'Unione Federale di Britannia (o UFB, corrispondente all'attuale Regno Unito e l'Europa occidentale) e la Colonia (corrispondente all'attuale Australia) situate quasi agli antipodi del globo. L'Unione Federale sfrutta gli abitanti della Colonia come manodopera a basso costo, facendoli viaggiare ogni giorno su un sistema di trasporto sotterraneo, chiamato La Discesa, che consente di raggiungere l'UFB passando per il centro della Terra (Treno Gravitazionale).
Per Douglas Quaid, operaio in una fabbrica di robot-poliziotti, sposato e innamorato della bellissima moglie, il viaggio virtuale offerto dalla Rekall, azienda in grado di "saltare l'intermediario (gli occhi) e passare subito alla percezione chimica del cervello" per creare ricordi mai vissuti, è la vacanza perfetta per staccare la spina da una vita frustrante; i ricordi di una vita da agente delle forze speciali potrebbero essere proprio quello che fa per lui. Durante la procedura di innesto dei ricordi, tuttavia, qualcosa va storto perché già possiede dei ricordi da spia, combacianti con i suoi incubi, per cui Quaid si trova ad essere un ricercato.
In fuga dalla polizia, controllata dal capo del mondo libero, il Cancelliere Cohaagen, e da sua moglie, anch'essa coinvolta nelle trame di Cohaagen, Quaid conosce una ribelle, che si era più volte presentata nei suoi sogni, e si unisce a lei allo scopo di trovare il capo della resistenza della Colonia che si oppone al potere di Cohaagen. La linea tra fantasia e realtà si assottiglia e il destino del mondo oscilla nel momento in cui Quaid scopre la sua identità, il suo amore e il suo destino, quello di salvare la colonia dal giogo dell'UFB e dai progetti di Cohaagen.

## Produzione
Nel giugno del 2009, la rivista Variety riporta che Kurt Wimmer era al lavoro su una sceneggiatura per il remake di Atto di forza. Successivamente Mark Bomback e James Vanderbilt hanno collaborato alla sceneggiatura.
Len Wiseman viene scritturato nel luglio 2010 per dirigere il film.
Nel mese di agosto 2010 Arnold Schwarzenegger, che era stato protagonista della versione del 1990, espresse interesse per reinterpretare il ruolo di Doug Quaid, ma il The Hollywood Reporter segnalò che l'attore irlandese Colin Farrell era in cima alla lista dei candidati, che comprendeva anche Tom Hardy e Michael Fassbender. L'11 gennaio 2011 Colin Farrell ebbe il ruolo. Successivamente si unirono al cast Kate Beckinsale, nel ruolo della moglie di Quaid, e Jessica Biel, nel ruolo della ribelle Melina. Per il ruolo di Melina erano state prese in considerazione le attrici Eva Green, Diane Kruger e Kate Bosworth. Bryan Cranston fu ingaggiato per ricoprire il ruolo dell'antagonista del film. Completarono il cast Bill Nighy nel ruolo del leader della resistenza Matthias, che ha sostituito il personaggio Kuato, John Cho ed Ethan Hawke.
Con un budget di 125 milioni di dollari le riprese iniziarono a Toronto il 16 maggio 2011 per concludersi il 20 settembre 2011. Varie scene furono girate nei Toronto Pinewood Studios, a Guelph e all'Università di Toronto. Il film fu girato con fotocamere digitali Red Epic e lenti anamorfiche della Panavision.

## Promozione
Il 28 marzo 2012 venne diffuso il primo teaser trailer, mentre il trailer completo del film venne diffuso il 2 aprile, mostrando, più che un remake, un ulteriore riadattamento del racconto di Dick.

## Distribuzione
La distribuzione nelle sale cinematografiche di Canada e Stati Uniti è avvenuta il 3 agosto 2012 a cura della Columbia Pictures. In Italia è stato distribuito dalla Warner Bros. Pictures Italia dall'11 ottobre dello stesso anno.
L'edizione per l'home video del film è stata distribuita dal 6 febbraio 2013 e contiene anche la versione director's cut con 17 minuti di scene extra.

## Accoglienza

### Incassi
Il film ha ottenuto un incasso mondiale di 198467607 $ a fronte di un budget di 125 milioni di dollari.

### Critica
Il film è stato apprezzato per gli effetti speciali e per la recitazione di Colin Farrell, ma generalmente è considerato un remake mal riuscito, in cui le complesse tematiche della trama originale sono state oscurate dall'uso eccessivo di effetti speciali e dalle numerose scene d'azione. Ha ricevuto durante l'edizione dei Razzie Awards 2012 una candidatura alla Peggior attrice protagonista per Jessica Biel.